# Jardim Jussara
O Jardim Jussara é um bairro da zona oeste da cidade de São Paulo, Brasil. Forma parte do distrito da cidade conhecido como Vila Sônia. Administrada pela Subprefeitura do Butantã. .
O bairro conta com 20 logradouros, segundo os Correios do Brasil.
A área fica próxima à Rodovia Régis Bittencourt e à Rodovia Raposo Tavares, O Bairro faz limite com o município de Taboão da Serra na Avenida Intercontinental e Estrada do Jaguaré. O Bairro fica próximo da Chácara do Jockey.